# Vorona (genre)
Vorona berivotrensis
Genre
Espèce
Vorona est un genre éteint d'oiseaux primitifs, un Ornithothoraces ornithuromorphe. Il a été décrit à partir de fossiles trouvés dans une carrière Maevarano près du village de Berivotra, Province de Mahajanga, Madagascar. L'âge de la formation géologique de Maevarano dans laquelle ses restes fossiles ont été découverts est Crétacé terminal, de la partie supérieure du Maastrichtien, il y a environ entre 70 et 66 Ma (millions d'années), juste avant la grande extinction Crétacé-Tertiaire.
Une seule espèce est rattachée au genre : Vorona berivotrensis, décrite par Catherine A. Forster en 1996.

## Étymologie
Le nom de genre Vorona, rahona en malgache, signifie « oiseau ». Le nom d'espèce est une latinisation du nom du village de Berivotra près duquel son fossile a été découvert.

## Description
V. berivotrensis  est connu à partir de restes dispersés, peut-être d'un seul individu ( UA 8651 et  FMNH PA715) qui ne facilitent pas sa description. Sa position phylogénétique est difficile à déterminer en raison de la nature fragmentaire des restes, mais aussi, principalement, parce que le fossile montre un mélange de caractéristiques aviaires primitives ainsi que certains qui semblent très modernes.
Ces restes consistent uniquement en des fragments des os de ses pattes arrière ; il devait avoir la taille d'un pigeon.

### Confusion avecRahonavis
Un débat et une confusion se sont développés dans les années 2000 à la suite de la découverte sur le même site de restes d'un petit dinosaures à plumes du clade des avialiens, Rahonavis ostromi. Les os de l'avant-bras de cet animal ont été considérés comme appartenant à Vorona et auraient été mélangés avec les restes fossiles de Rahonavis. Cependant, Luis M. Chiappe, un des inventeurs de Rahonavis, a indiqué dans une publication ultérieure que les os de l'animal avaient été découverts sur une « surface plus petite que le format du papier d'une lettre ».

## Classification
Une analyse phylogénétique conduite par Michael Lee et ses collègues en 2013, a permis d'établir le cladogramme suivant qui place Vorona en position basale parmi les Ornithuromorpha :
- Ornithothoraces
  - †Enantiornithes
  - Euornithes
    - †Archaeorhynchus
    - 
      - †Jianchangornis
      - 
        - †Zhongjianornis
        - 
          - †Chaoyangia
          - 
            - †Schizooura
            - Ornithuromorpha
              - 
                - †Patagopteryx
                - †Vorona

              - 
                - †Ambiortus
                - 
                  - †Songlingornithidae
                  - 
                    - †Hongshanornithidae
                    - 
                      - †Apsaravis
                      - 
                        - †Gansus
                        - 
                          - †Hollanda
                          - Ornithurae
                            - †Ichthyornis
                            - 
                              - †Hesperornithes
                              - 
                                - †Limenavis
                                - Aves (oiseaux modernes)